# Xylocoris cursitans
Xylocoris cursitans är en insektsart som först beskrevs av Carl Fredrik Fallén 1807.  Xylocoris cursitans ingår i släktet Xylocoris och familjen näbbskinnbaggar. Arten är reproducerande i Sverige. Inga underarter finns listade i Catalogue of Life.